# Hermann Benjamin
Hermann Benjamin (* 10. Dezember 1900 in Hamburg; † 24. September 1936 in London) war ein deutscher Musikverleger.

## Leben

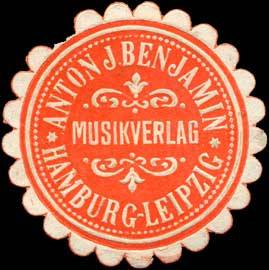
Siegelmarke Musikverlag Anton J. Benjamin

Die Eltern Hermann Benjamins, Helene und John Benjamin, waren Mitinhaber des Anton J. Benjamin Musikverlags in Hamburg und Leipzig. Von 1930 bis 1933 war Hermann Benjamin zunächst Gesamtprokurist, danach Vorstandsmitglied dieses Verlages. Mitte der 1930er Jahre ging er ins Exil nach Großbritannien, wo er gemeinsam mit dem britischen Musikverlag B. Feldman & Co. die British Standard Music Company Ltd. gründete.
Hermann Benjamin nahm sich 1936 das Leben; seine Ehefrau und seine beiden Kinder wurden nach der Rückkehr ins Deutsche Reich deportiert und im KZ ermordet. Auch seine Mutter kam 1943 im KZ Theresienstadt ums Leben.
Archivgut des Musikverlages Anton J. Benjamin befindet sich im Bestand 21064 Anton J. Benjamin / Hans C. Sikorski KG, Leipzig, im Staatsarchiv Leipzig.

## Belege
1. ↑  Standesamt Hamburg 03: Geburtsregister. Nr. 2878/1900.
2. ↑  Wills and Administrations, 1937. S. 312.

| Personendaten    | Personendaten           |
| ---------------- | ----------------------- |
| NAME             | Benjamin, Hermann       |
| KURZBESCHREIBUNG | deutscher Musikverleger |
| GEBURTSDATUM     | 10. Dezember 1900       |
| GEBURTSORT       | Hamburg                 |
| STERBEDATUM      | 24. September 1936      |
| STERBEORT        | London                  |